# Den femte kvinnan
Den femte kvinnan - em português A Quinta Mulher -  é um romance escrito pelo sueco Henning Mankell, e publicado originalmente em 1996 pela editora Ordfront. 

A obra narra um caso em que um velhote é encontrado morto numa armadilha com estacas de bambu, sendo este acontecimento seguido por um assassínio de um florista. Haverá alguma ligação entre estes dois casos? O Comissário Wallander investiga.  